# Constantin Motchoulski
Pour les articles homonymes, voir Motchoulski.
 (juin 2024).
La mise en forme du texte ne suit pas les recommandations de Wikipédia : il faut le « wikifier ».
Les points d'amélioration suivants sont les cas les plus fréquents. Le détail des points à revoir est peut-être précisé sur la page de discussion.
- Les titres sont pré-formatés par le logiciel. Ils ne sont ni en capitales, ni en gras.
- Le texte ne doit pas être écrit en capitales (les noms de famille non plus), ni en gras, ni en italique, ni en « petit »…
- Le gras n'est utilisé que pour surligner le titre de l'article dans l'introduction, une seule fois.
- L'italique est rarement utilisé : mots en langue étrangère, titres d'œuvres, noms de bateaux, etc.
- Les citations ne sont pas en italique mais en corps de texte normal. Elles sont entourées par des guillemets français : « et ».
- Les listes à puces sont à éviter, des paragraphes rédigés étant largement préférés. Les tableaux sont à réserver à la présentation de données structurées (résultats, etc.).
- Les appels de note de bas de page (petits chiffres en exposant, introduits par l'outil «  Source ») sont à placer entre la fin de phrase et le point final[comme ça].
- Les liens internes (vers d'autres articles de Wikipédia) sont à choisir avec parcimonie. Créez des liens vers des articles approfondissant le sujet. Les termes génériques sans rapport avec le sujet sont à éviter, ainsi que les répétitions de liens vers un même terme.
- Les liens externes sont à placer uniquement dans une section « Liens externes », à la fin de l'article. Ces liens sont à choisir avec parcimonie suivant les règles définies. Si un lien sert de source à l'article, son insertion dans le texte est à faire par les notes de bas de page.
- La présentation des références doit suivre les conventions bibliographiques. Il est recommandé d'utiliser les modèles {{Ouvrage}}, {{Chapitre}}, {{Article}}, {{Lien web}} et/ou {{Bibliographie}}. Le mode d'édition visuel peut mettre en forme automatiquement les références.
- Insérer une infobox (cadre d'informations à droite) n'est pas obligatoire pour parachever la mise en page.

Pour une aide détaillée, merci de consulter Aide:Wikification.
Si vous pensez que ces points ont été résolus, vous pouvez retirer ce bandeau et améliorer la mise en forme d'un autre article.
 (juin 2024).
 (juin 2024).
Constantin Motchoulski (en russe : Мочульский, Константин Васильевич), né le 28 janvier 1892 (9 février dans le calendrier grégorien) à Odessa et mort le 21 mars 1948 à Cambo-les-Bains[réf. nécessaire], est un critique littéraire et essayiste russe.
Il fait partie de la première vague des émigrants russes après la révolution d'Octobre 1917.
Professeur à l'Institut de théologie orthodoxe Saint-Serge à Paris, il est un des dirigeants de l'Action chrétienne des étudiants russes. Il est l'auteur d'une monographie sur Fiodor Dostoïevski, traduite dans de nombreuses langues en Europe occidentale,.

## Biographie
Constantin Motchoulski est né à Odessa dans une famille d'enseignants.
En 1914, il termine la section romano-germanique de l'université d'État de Saint-Pétersbourg. Il enseigne ensuite à l'université de Petrograd et à l'université d'Odessa. En 1919, il émigre et part enseigner à l'université Saint-Clément-d'Ohrid de Sofia en Bulgarie. En 1922, il part à Paris et enseigne à la Sorbonne où, jusqu'en 1941, il donne le cours d'histoire de la littérature et de la pensée russe. Il collabore aux éditions de La Pensée russe, Zveno, Sovreménnye zapiski, Dernières nouvelles.
Au milieu des années 1930, sous l'influence de la doctrine de Sergueï Boulgakov, Motchoulski se tourne vers le christianisme et rejoint la fraternité Sainte Sophie. Il considérait qu'en aidant à surmonter le déclin spirituel de l'Europe, il arriverait à ternir le prestige de l'humanisme laïque du XIXe siècle. En collaboration avec Marie Skobtsova, il a dirigé l'association Action orthodoxe. Ses membres défendaient les idées de la démocratie chrétienne. Durant la Seconde Guerre mondiale, il fut inquiété par la Gestapo.

## Ouvrages principaux
- 1936 : Vladimir Soloviev, Vie et enseignement
- 1936 : La voie de l'esprit Nicolas Gogol
- 1939 : Les grands écrivains russes du XIXe siècle
- 1947 : Dostoïevski. L'homme et l'œuvre
- 1948 : Alexandre Blok (article de Maxime Karlovitch Kantor)
- 1955 : Andreï Biély (article Boris Zaitsev)
- 1962 : Valéri Brioussov

### Rééditions
- Motchoulski C./Motchoulski C. (trad. Gustave Welter), Dostoïevski, L'homme et l'œuvre, Paris, Payot, 1963, 550 p.
- Motchoulski C. / (ru) Motchoulski C., Alexandre Blok, André Biély, Valéri Brioussov/Александр Блок. Андрей Белый. Валерий Брюсов, Moscou, Республика,‎ 1997, 479 p.
- Motchoulski C./ (ru) Motchoulski C., Les grands écrivains russes du XIXe/ Великие русские писатели XIX в. / Предисл. [Luigi Magarotto]., Saint-Pétersbourg/Saint-Pétersbourg/, Алетейя,‎ 1999, 2000, 2001, 160 p.
- Motchoulski C./(ru) Motchoulski C, Gogol, Soloviev, Dostoïevski/Гоголь. Соловьев. Достоевский : Сост., авт. предисл. и коммент. В. Крейд., Moscou, Республика,‎ 1995, 604 p.
- Motchoulski C./(ru) Motchoulski C., Crise de l'imagination, essais portraits/ Кризис воображения : Статьи; Эссе; Портреты. : Сост., предисл. и комм. С. Р. Федякина., Tomsk, Водолей,‎ 1999, 416 p.